# ملخ رنگین

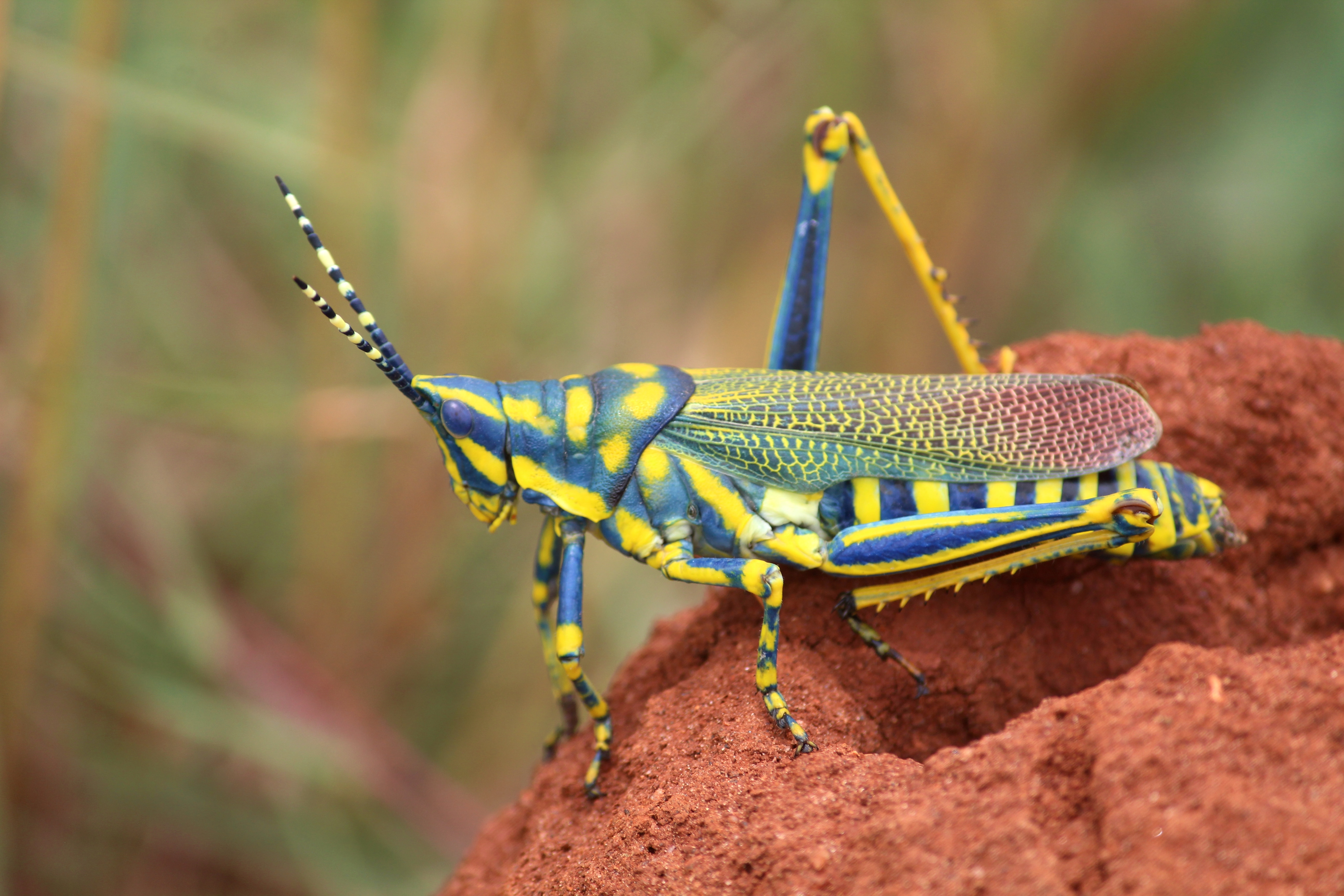

ملخ رنگین (به انگلیسی: Poekilocerus pictus)، یک گونه نسبتاً بزرگ با رنگ روشن زرد و آبی است که در هند، پاکستان و افغانستان به‌ویژه در مناطق خشک‌تر یافت می‌شود. هر دو بالغ و پوره سمی هستند. پوره‌ها به این شهرت دارند که می‌توانند یک جت مایع زیانبار را در فاصله حدود ۳۰ سانتی‌متری (۱ فوت) در هنگام چنگ زدن به بیرون بریزند.